# Basilideanos
Una secta gnóstica, fundada por Basílides de Alejandría, que existió en el siglo segundo. Sus seguidores decían haber recibido sus doctrinas esotéricas de Claucias, un apóstol de San Pedro. Los basilideanos reconocían a Abraxas como su ser supremo.
Su sistema tuvo tres grandes grados: material, intelectual, y espiritual, por los que los iniciados progresaban. Además, poseían dos estatuas alegóricas, hombre y mujer. Muchos puntos de su doctrina comparten semejanza con la de los Ofitas y con la Cábala judía.